# غتوند
غتوند هي مدينة إيرانية تقع في القسم المركزي من مقاطعة غتوند في محافظة خوزستان. حسب إحصاءات المركز الرسمي للإحصاءات الإيرانية في 2006 كان يسكن غتوند 21428 شخص.